# Istiklol Doesjanbe
Istiklol Doesjanbe (Tadzjieks: Дастаи Футболи Истиклол) is een Tadzjiekse voetbalclub uit de hoofdstad Doesjanbe.

## Geschiedenis
De club werd opgericht in 2007 en werd vernoemd naar de Iraanse club Esteghlal FC. De club begon in 2008 in de tweede klasse en won daar alle wedstrijden en had een positief doelsaldo van 147. Vanaf de promotie in 2009 domineerde de club de Tadzjiekse competitie. In het eerste seizoen eindigden ze vierde. Er speelden heel wat spelers die in 2006 derde werden bij het AK -17. Dilšod Vasiev scoorde het eerste doelpunt voor de club.

## Erelijst
Landskampioen
2010, 2011, 2014, 2015, 2016, 2017, 2018, 2019, 2020, 2021, 2022, 2023, 2024
Beker van Tadzjikistan
2009, 2010, 2013, 2014, 2015, 2016, 2018, 2019, 2022
TFF Cup
2014, 2015, 2017, 2018, 2019, 2021
Supercup
2010, 2011, 2012, 2014, 2015, 2016, 2018, 2019, 2020, 2021, 2022
AFC President's Cup
2012
AFC Cup
finalist 2015, 2017